# Liste der Monuments historiques in Sugny
Die Liste der Monuments historiques in Sugny führt die Monuments historiques in der französischen Gemeinde Sugny auf.

## Liste der Objekte
| Bezeichnung | Beschreibung                                   | Standort                     | Kennzeichnung | Schutzstatus | Datum | Bild |
| ----------- | ---------------------------------------------- | ---------------------------- | ------------- | ------------ | ----- | ---- |
| Kruzifix    | Holz, farbig gefasst, 16. oder 17. Jahrhundert | in der Kirche St-Rémy (Lage) | PM08001305    | Inscrit      | 2012  |      |